# عبد المسيح الكندي
عبد المسيح بن إسحاق الكندي (القرن التاسع ميلادي) كاتب عربي مسيحي عراقي ينتسب إلى قبيلة كندة العربية، له عدة مؤلفات في التبشير بالمسيحية كما له رسالة إلى عبد الله بن إسماعيل الهاشمي يدعوه فيها إلى اعتناق المسيحية، وهي رد على رسالة عبد الله بن إسماعيل الهاشمي التي دعاه فيها إلى اعتناق الإسلام.
وقد اتخذه المأمون كاتبا له.
ترجمت أعماله إلى اللاتينية ثم إلى الإنكليزية وغيرها من اللغات الأوربية، ولأبي الثناء الآلوسي كتاب بعنوان «الجواب الفسيح، لما لفقه عبد المسيح» في الرد على الكندي مع العلم أن معظم كتابات عبد المسيح دفاعية في الدفاع عن إيمانه وليس الغرض منها مهاجمة الديانات الآخرى كالإسلام أو الصابئة.

## طالع أيضًا
- رسالة عبد المسيح الكندي